# Jules Undersea Lodge

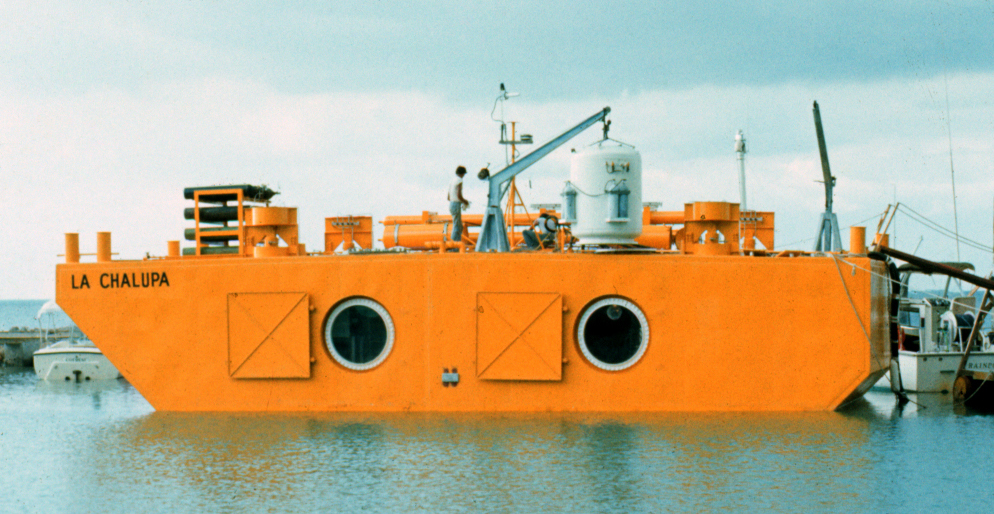
Bild ovan ytan, från tiden då hotellet fortfarande var undervattenslaboratorium.

Jules Undersea Lodge är det enda undervattenshotellet i USA. Det är beläget i Key Largo, söder om Miami, i Florida.
Undervattenshotellet består av två dubbelrum och ett gemensamt kök. Då undervattenshotellet är placerat på botten av en lagun är det endast möjligt för gäster med dykcertifikat att besöka hotellet. Jules Undersea Lodge användes ursprungligen som ett mobilt undervattenslaboratorium, La Chalupa Mobile Undersea Laboratory. Efter omvandling från undervattenslaboratorium till hotell har mer än 20 000 gäster besökt hotellet.